# Africaspis chipingae
Africaspis chipingae är en insektsart som beskrevs av Hall 1941. Africaspis chipingae ingår i släktet Africaspis och familjen pansarsköldlöss.
Artens utbredningsområde är Zimbabwe. Inga underarter finns listade i Catalogue of Life.